# Església parroquial de la Mare de Déu dels Àngels
L'Església parroquial de la Mare de Déu dels Àngels és un temple catòlic situat al municipi de Serra (Camp de Túria). És un Bé de Rellevància Local número 46.11.228-002 segons la Disposició Addicional Cinquena de la Llei 5/2007, de 9 de febrer, de la Generalitat, de modificació de la Llei 4/1998, d'11 de juny, del Patrimoni Cultural Valencià (DOCV Núm. 5.449 / 13/02/2007).

## Descripció[2]

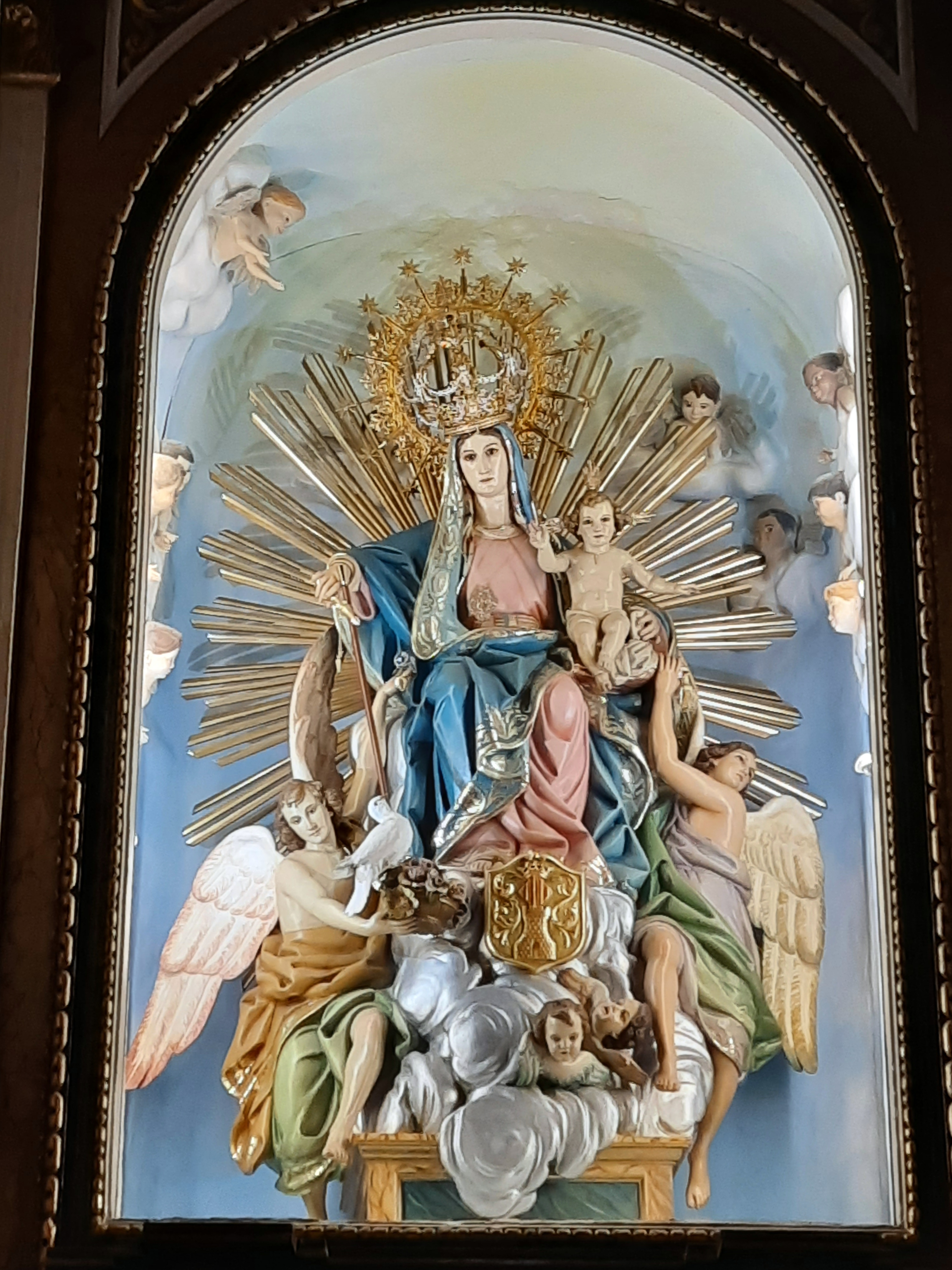
Mare de Déu dels Àngels

Consta d'una sola nau, amb pilastres, arcs de mig punt i volta de mig canó en la nau central, en els braços del creuer i l'altar major. La seua coberta és de volta baïda i la cúpula obra de Remigio Soler s'alça en el creuer sobre quatre petxines en què estan representats els quatre evangelistes.
La torre campanar, consta de dos cossos i rematada amb 4 campanes, una campaneta i una matraca. E
Es conserven retaules de Roig d'Alos, i les escultures de Dies i Tarazona, V. Rodilla i Dies López; així com ceràmica del Segle XIX.